# Natalja Wladimirowna Chorjowa
Natalja Wladimirowna Chorjowa (russisch Наталья Владимировна Хорёва, wiss. Transliteration Natal'ja Vladimirovna Chorëva; * 28. Mai 1986 in Moskau) ist eine ehemalige russische Rennrodlerin.
Natalja Chorjowa lebt in Moskau und arbeitet als Sportlehrerin. Seit 1999 war sie Rennrodlerin. Wenig erfolgreich verlief der Einstand bei einem internationalen Großereignis, den Rennrodel-Weltmeisterschaften 2007 in Igls, für die Russin. Sie wurde 34. und damit Vorletzte. In der Saison 2006/07 gab sie beim zweiten Rennen der Saison in Park City ihr Debüt im Rennrodel-Weltcup und wurde 24. Bestes Ergebnis in ihrer ersten Saison war ein 18. Platz in Altenberg, in der zweiten Saison ein 14. Platz in Sigulda. Am Ende belegte sie in beiden Saisonen den 22. Rang der Weltcup-Gesamtwertung. Bei den Rennrodel-Europameisterschaften 2008 in Cesana Pariol wurde Chorjowa 19., bei der WM in Oberhof 24. Der Beginn der Weltcup-Saison 2008/09 verlief gut für die junge Russin. In Igls erreichte sie mit Platz 14 erneut ihre bis dahin beste Platzierung, die sie im zweiten Rennen in Sigulda um einen weiteren Rang verbessern konnte. Bei den Olympischen Winterspielen 2010 in Vancouver belegte sie den 10. Platz.
Ihren größten Erfolg erreichte Chorjowa, als sie bei den Rennrodel-Europameisterschaften 2014 in Sigulda in Abwesenheit der deutschen Olympiastarterinnen die Titel im Einzel und in der Teamstaffel gewinnen konnte.
2016 beendete sie ihre Karriere, nachdem sie sich in der vorherigen Saison nicht mehr für den Weltcup hatte qualifizieren können.